# Portachuelo
Portachuelo est une petite ville située dans la province de Sara dans le département de Santa Cruz en Bolivie. C'est le chef-lieu de la province.
La ville a été fondée en 1770.
La population était de 16 408 habitants en 2001.